# Blackberry Way
«Blackberry Way» es una canción interpretada por la banda británica The Move. Escrita por el guitarrista principal Roy Wood y producida por Jimmy Miller, la canción fue publicada como sencillo a finales de noviembre de 1968 por Regal Zonophone Records en el Reino Unido y por A&M Records en los Estados Unidos, y se convirtió en el sencillo más exitoso de la banda, alcanzando el puesto #1 en la lista de sencillos del Reino Unido en febrero de 1969. 
El vocalista de The Move, Carl Wayne, se negó a cantar en la canción, por lo que Wood se encargó de la voz principal. Richard Tandy, quien más tarde tocó los teclados con la siguiente banda de Wood, Electric Light Orchestra (ELO), tocó el clavecín en «Blackberry Way». A pesar del éxito del sencillo, el estilo de pop teñido de psicodelia no le gustó al guitarrista Trevor Burton.
El lado B, «Something», fue escrito especialmente para la banda por David Scott-Morgan.
Wood dijo en una entrevista de 1994 que «Blackberry Way» es su canción favorita de Move de todos los tiempos, y comentó que podría haberse interpretado en cualquier época y seguir funcionando.

## Recepción de la crítica
En AllMusic, Richie Unterberger la describió como “el mejor momento de Move”.

## Posicionamiento
| Gráfica (1968–69)                       | Pico de posición |
| --------------------------------------- | ---------------- |
| Alemania (Offizielle Top 100)           | 7                |
| Australia (Go-Set)                      | 14               |
| Austria (Ö3 Austria Top 40)             | 14               |
| Bélgica (Flandes) (Ultratop 50 Singles) | 13               |
| Bélgica (Valonia) (Ultratop 50 Singles) | 20               |
| Dinamarca (Hitlisten)                   | 17               |
| Dinamarca (Tipparaden)                  | 5                |
| Finlandia (Suomen virallinen lista)     | 23               |
| Irlanda (Irish Singles Chart)           | 2                |
| Italia (Musica e dischi)                | 15               |
| Noruega (VG-lista)                      | 3                |
| Nueva Zelanda (Listener)                | 10               |
| Países Bajos (Nederlandse Top 40)       | 15               |
| Países Bajos (Single Top 100)           | 14               |
| Reino Unido (UK Singles Chart)          | 1                |
| República de Rodesia (Lyons Maid)       | 4                |
| Suecia (Sverigetopplistan)              | 7                |
| Suecia (Tio i Topp)                     | 5                |